# Generali Open 2016 - Qualificazioni singolare
Le qualificazioni del singolare del Generali Open 2016 sono state un torneo di tennis preliminare per accedere alla fase finale della manifestazione. I vincitori dell'ultimo turno sono entrati di diritto nel tabellone principale. In caso di ritiro di uno o più giocatori aventi diritto a questi sono subentrati i lucky loser, ossia i giocatori che hanno perso nell'ultimo turno ma che avevano una classifica più alta rispetto agli altri partecipanti che avevano comunque perso nel turno finale.

## Teste di serie
1. Guido Andreozzi (ultimo turno)
2. Máximo González (qualificato)
3. Daniel Gimeno Traver (qualificato)
4. Kenny de Schepper (qualificato)

1. Steven Diez (ultimo turno)
2. Filippo Volandri (qualificato)
3. Dmitry Popko (ultimo turno)
4. Matteo Donati (ultimo turno)

## Qualificati
1. Filippo Volandri
2. Máximo González

1. Daniel Gimeno Traver
2. Kenny de Schepper

## Tabellone

### Legenda
| - Q = Qualificato - WC = Wild card - LL = Lucky loser | - ALT = Alternate - SE = Special Exempt - PR = Protected Ranking | - w/o = Walkover - r = Ritirato - d = Squalificato |

### Sezione 1
|  | Primo turno | Primo turno      | Primo turno | Primo turno | Primo turno |  |  | Ultimo turno | Ultimo turno     | Ultimo turno | Ultimo turno | Ultimo turno |  |
|  |             |                  |             |             |             |  |  |              |                  |              |              |              |  |
|  | 1           | Guido Andreozzi  | 3           | 7           | 6           |  |  |              |                  |              |              |              |  |
|  |             | Lorenzo Sonego   | 6           | 5           | 4           |  |  | 1            | Guido Andreozzi  | 6            | 2            | 3            |  |
|  |             | Nils Langer      | 1           | 6           | 64          |  |  | 6            | Filippo Volandri | 0            | 6            | 6            |  |
|  | 6           | Filippo Volandri | 6           | 2           | 7           |  |  |              |                  |              |              |              |  |

### Sezione 2
|  | Primo turno | Primo turno     | Primo turno     | Primo turno | Primo turno |  |  | Ultimo turno | Ultimo turno    | Ultimo turno    | Ultimo turno | Ultimo turno |  |
|  |             |                 |                 |             |             |  |  |              |                 |                 |              |              |  |
|  | 2           | Máximo González | Máximo González | 6           | 6           |  |  |              |                 |                 |              |              |  |
|  |             | Maxime Teixeira | Maxime Teixeira | 0           | 2           |  |  | 2            | Máximo González | Máximo González | 6            | 6            |  |
|  | WC          | Lenny Hampel    | 6               | 3           | 4           |  |  | 7            | Dmitry Popko    | Dmitry Popko    | 1            | 3            |  |
|  | 7           | Dmitry Popko    | 4               | 6           | 6           |  |  |              |                 |                 |              |              |  |

### Sezione 3
|  | Primo turno | Primo turno          | Primo turno          | Primo turno | Primo turno |  |  | Ultimo turno | Ultimo turno         | Ultimo turno | Ultimo turno | Ultimo turno |  |
|  |             |                      |                      |             |             |  |  |              |                      |              |              |              |  |
|  | 3           | Daniel Gimeno Traver | Daniel Gimeno Traver | 6           | 7           |  |  |              |                      |              |              |              |  |
|  | WC          | Lucas Miedler        | Lucas Miedler        | 4           | 63          |  |  | 3            | Daniel Gimeno Traver | 6            | 3            | 6            |  |
|  | PR          | Matthias Bachinger   | 7                    | 2           | 2           |  |  | 8            | Matteo Donati        | 2            | 6            | 3            |  |
|  | 8           | Matteo Donati        | 6                    | 6           | 6           |  |  |              |                      |              |              |              |  |

### Sezione 4
|  | Primo turno | Primo turno          | Primo turno          | Primo turno | Primo turno |  |  | Ultimo turno | Ultimo turno      | Ultimo turno | Ultimo turno | Ultimo turno |  |
|  |             |                      |                      |             |             |  |  |              |                   |              |              |              |  |
|  | 4           | Kenny de Schepper    | Kenny de Schepper    | 6           | 6           |  |  |              |                   |              |              |              |  |
|  |             | Pascal Brunner       | Pascal Brunner       | 3           | 2           |  |  | 4            | Kenny de Schepper | 6            | 1            | 7            |  |
|  |             | Juan Ignacio Galarza | Juan Ignacio Galarza | 5           | 2           |  |  | 5            | Steven Diez       | 3            | 6            | 6            |  |
|  | 5           | Steven Diez          | Steven Diez          | 7           | 6           |  |  |              |                   |              |              |              |  |